# Rose Maynard Barton
Rose Mary Barton (Dublin 21 april 1856 – 1929) was een Iers aquarellist die landschappen, straattaferelen, tuinen, kinderportretten en illustraties van het stadsbeeld van Groot-Brittannië en Ierland schilderde. Barton was lid van een aantal verschillende schilderverenigingen, met name de Watercolor Society of Ireland (WCSI), de Royal Academy (RA), de Royal Hibernian Academy (RHA), de Society of Women Artists en de Royal Watercolor Society (RWS). Haar schilderijen bevinden zich in openbare collecties van Ierse schilderkunst in zowel Ierland als Groot-Brittannië, waaronder de National Gallery of Ireland, de Dublin City Gallery The Hugh Lane in Dublin en het Ulster Museum in Belfast. 

## Biografie
Rose Barton werd in 1856 in Dublin geboren. Haar vader was een advocaat uit Rochestown, County Tipperary en haar moeders familie kwam uit County Galway. Ze kreeg een private opleiding en was geïnteresseerd in paardenrennen. Ze was een nicht van de zussen Eva Henrietta en Letitia Marion Hamilton. In 1872 begon ze met het tentoonstellen van haar aquarellen bij de Watercolour Society of Ireland (WCSI). Rose en haar zus Emily kregen lessen in tekenen en beeldende kunst van de Franse kunstenaar Henri Gervex.
In 1879 trad ze toe tot het plaatselijke comité van de Irish Fine Art Society. Daarna volgde ze een opleiding in het kunstatelier van Paul Jacob Naftel in Londen. In 1882 exposeerde ze haar schilderij Dead Game aan de Royal Hibernian Academy (RHA) en in 1884 exposeerde ze in de Royal Academy (RA). Later exposeerde ze in de Japanese Gallery, de Dudley Gallery en de Grosvenor Gallery in Londen. In 1893 werd ze geassocieerd lid van de Society of Painters in Water Colours, waar ze in 1911 volledig lid van werd.
Bartons aquarellen en stadsgezichten werden zowel in Dublin als in Londen bekend. Dit mede door haar illustraties in boeken van beide steden, waaronder Picturesque Dublin, Old and New door Francis Farmer en haar eigen boek Familiar London. Haar werk Almond Blossom in London werd opgenomen in het boek Women Painters of the World uit 1905.

## Werken (selectie)
- The Garden of Lindsey House, London, 1917[3]
- Going to the Levée at Dublin Castle, 1897[4]
- Hop Pickers in Kent Returning Home, 1894[5]
- A Rest in Rotten Row, 1892
- Charing Cross Bridge, London, 1896
- The Carlyle statue, Chelsea[6]
- The Hammersmith omnibus on Piccadilly[7]
- College Green, Dublin
- Evening On The River Liffey With St. John's Church In Distance
- Hyde Park Corner, With Household Cavalry
- Nelson's Column In A Fog
- Westminster Abbey
- Almond Blossom in London
- A rest in rotten row, 1892
- Milking Time
- Guards Parade, Dublin Castle, 1894
- Cobbler's shop in Lancelot Plave, Knightsbridge, 1916
- Hyde Park, May, 1893
- Marching band and crowd, 1891
- Park Lane with omnibus
- Parks Place, Knightsbridge, London, 1916
- St. James's Street looking towards St. James's Palace

## Galerij

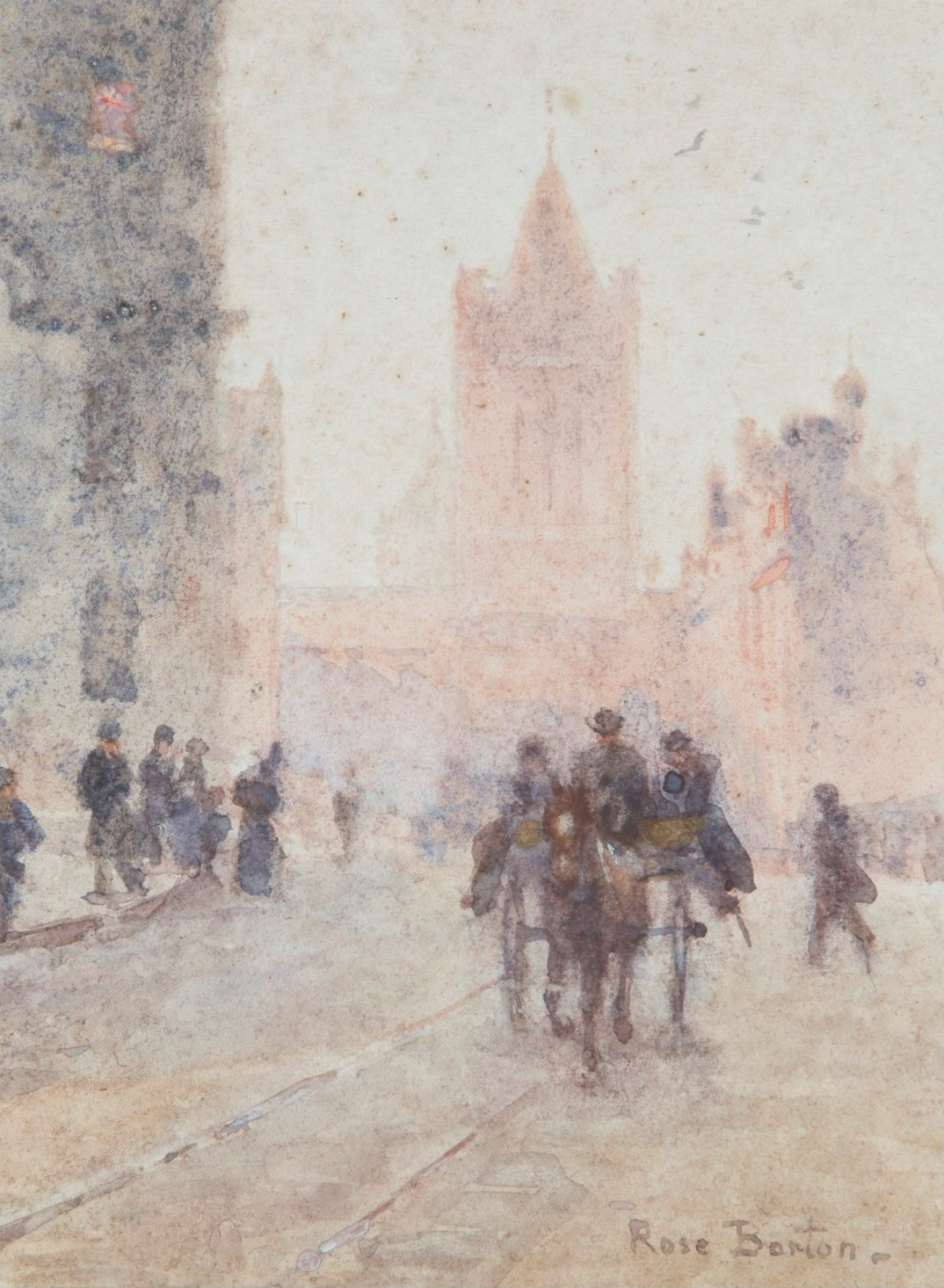
Street Scene
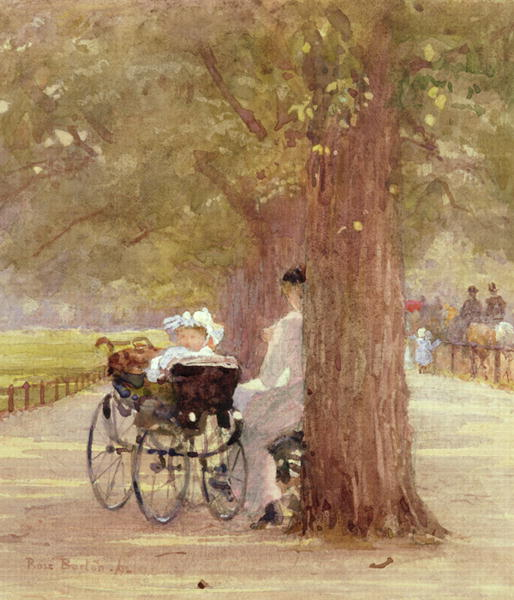
A rest in rotten row, 1892
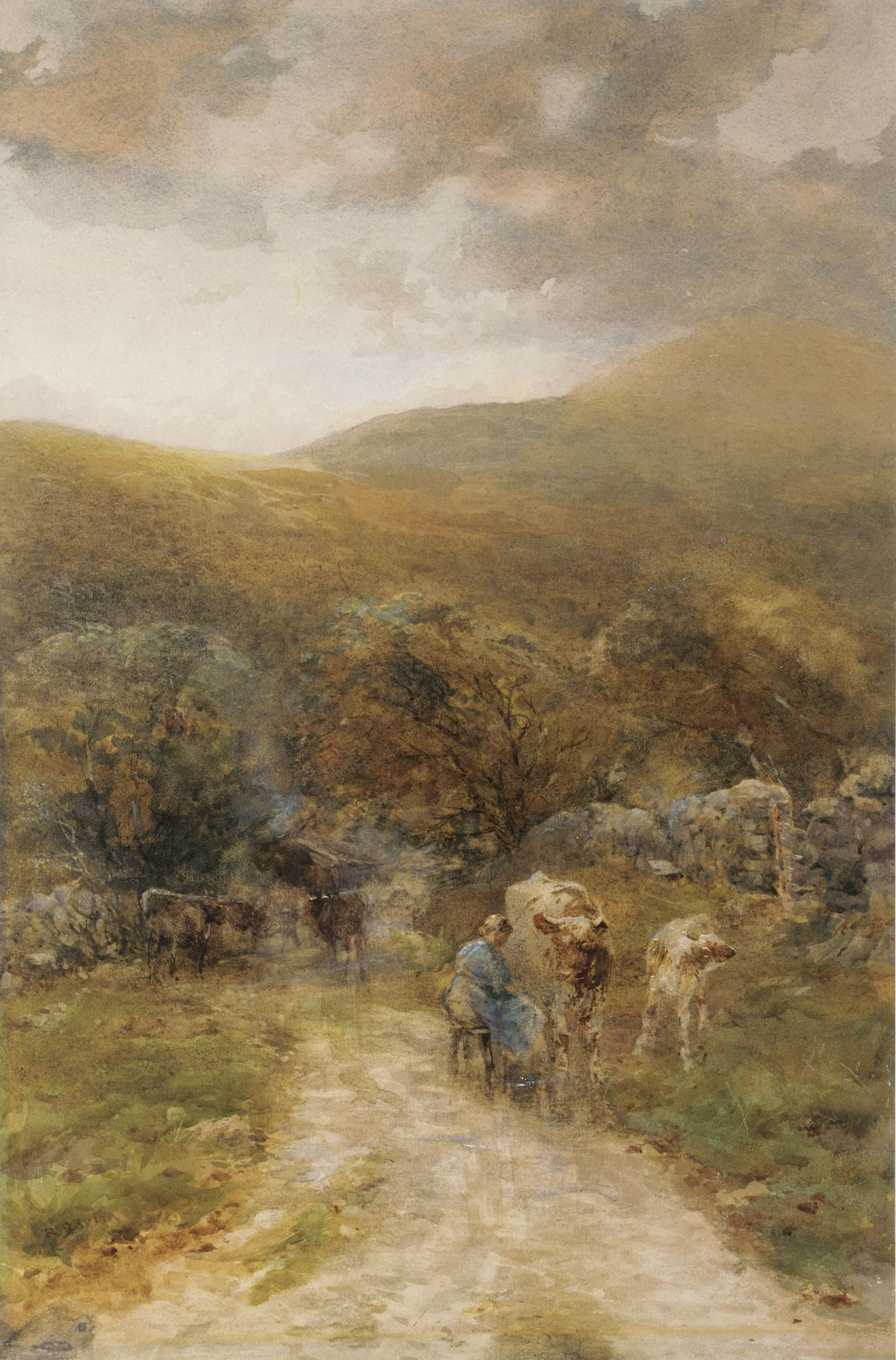
Milking Time
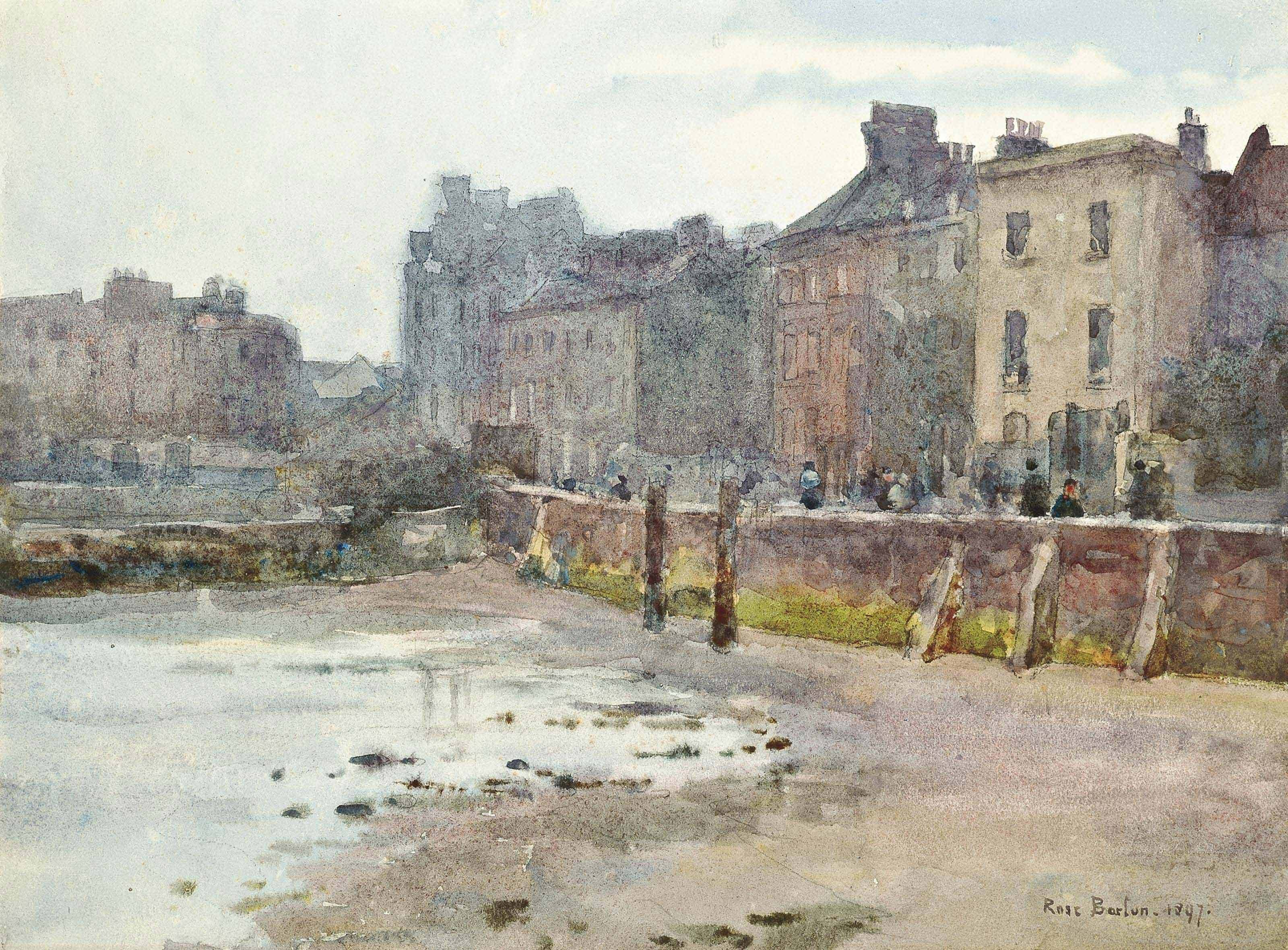
Old Chelsea Wall, 1897
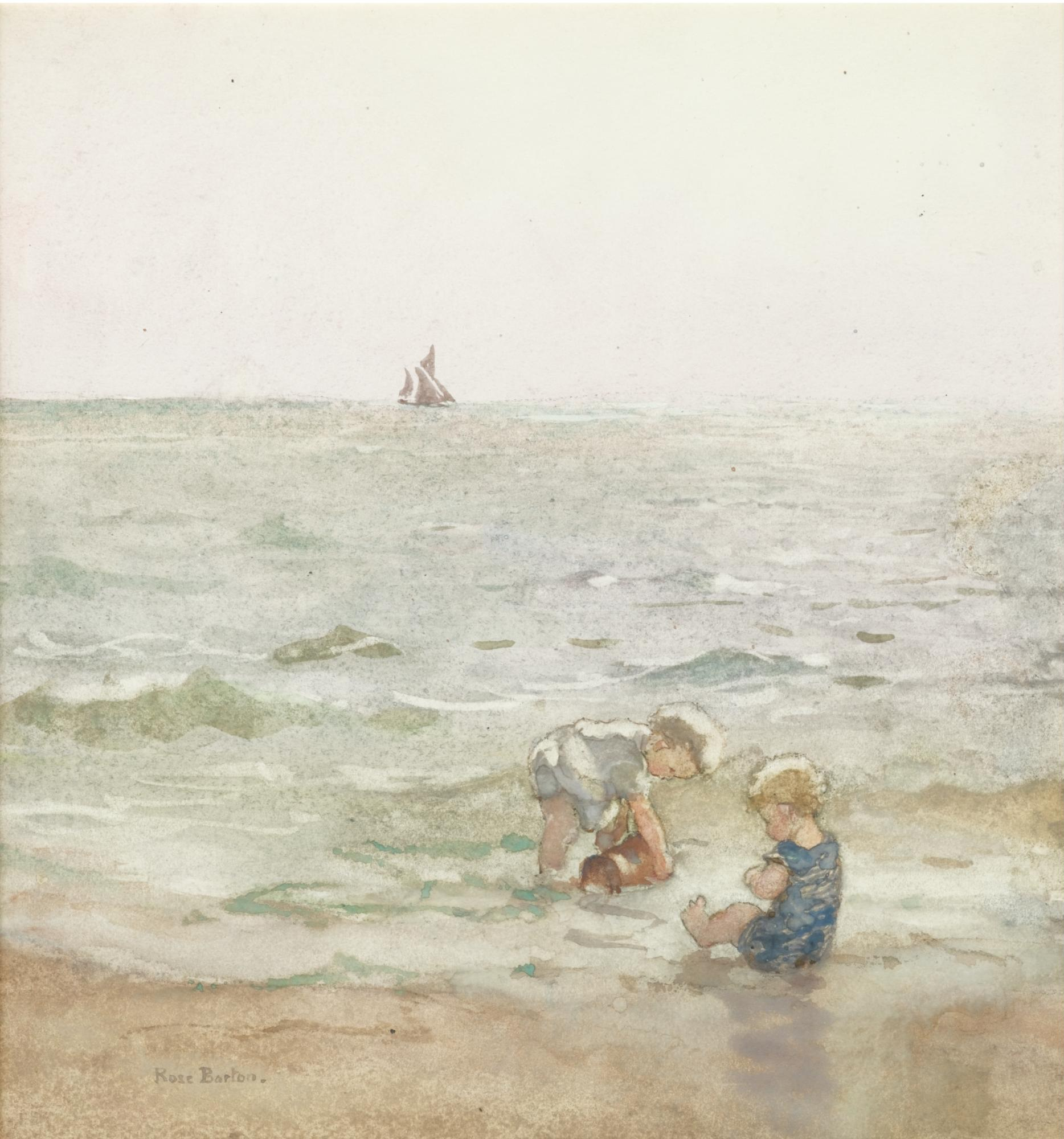
The Waterbabies
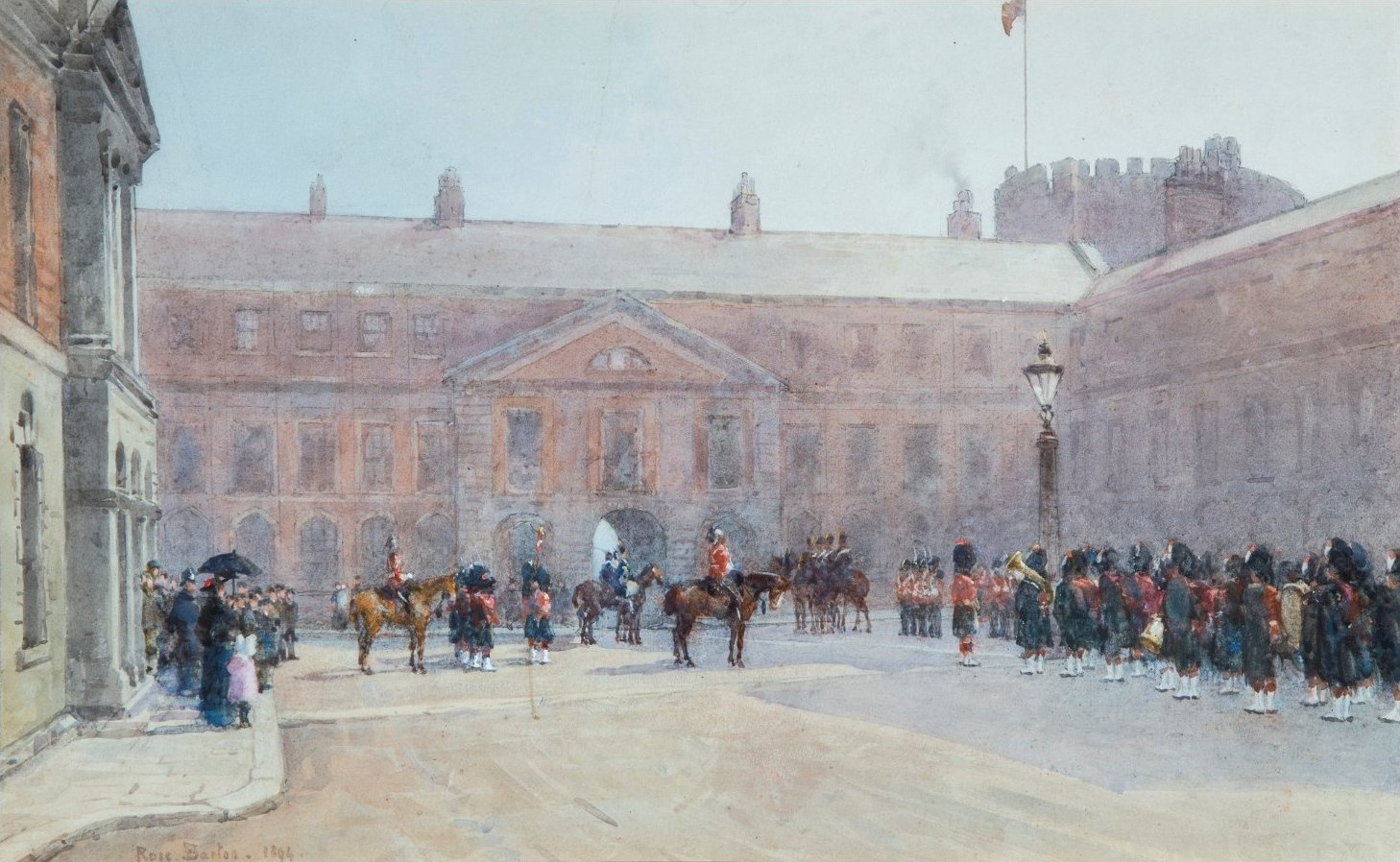
Guards Parade, Dublin Castle, 1894
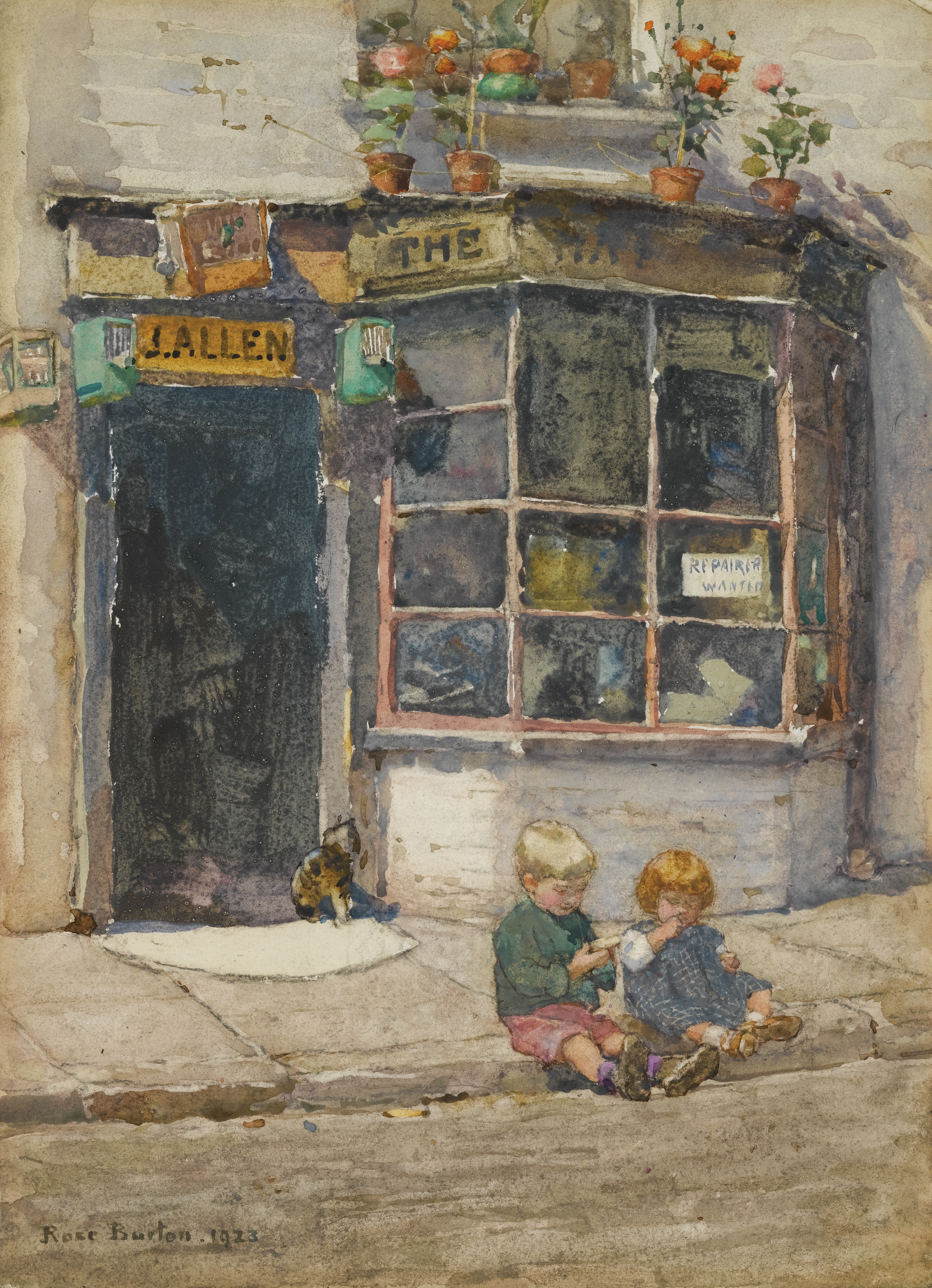
Cobbler's shop in Lancelot Plave, Knightsbridge, 1916
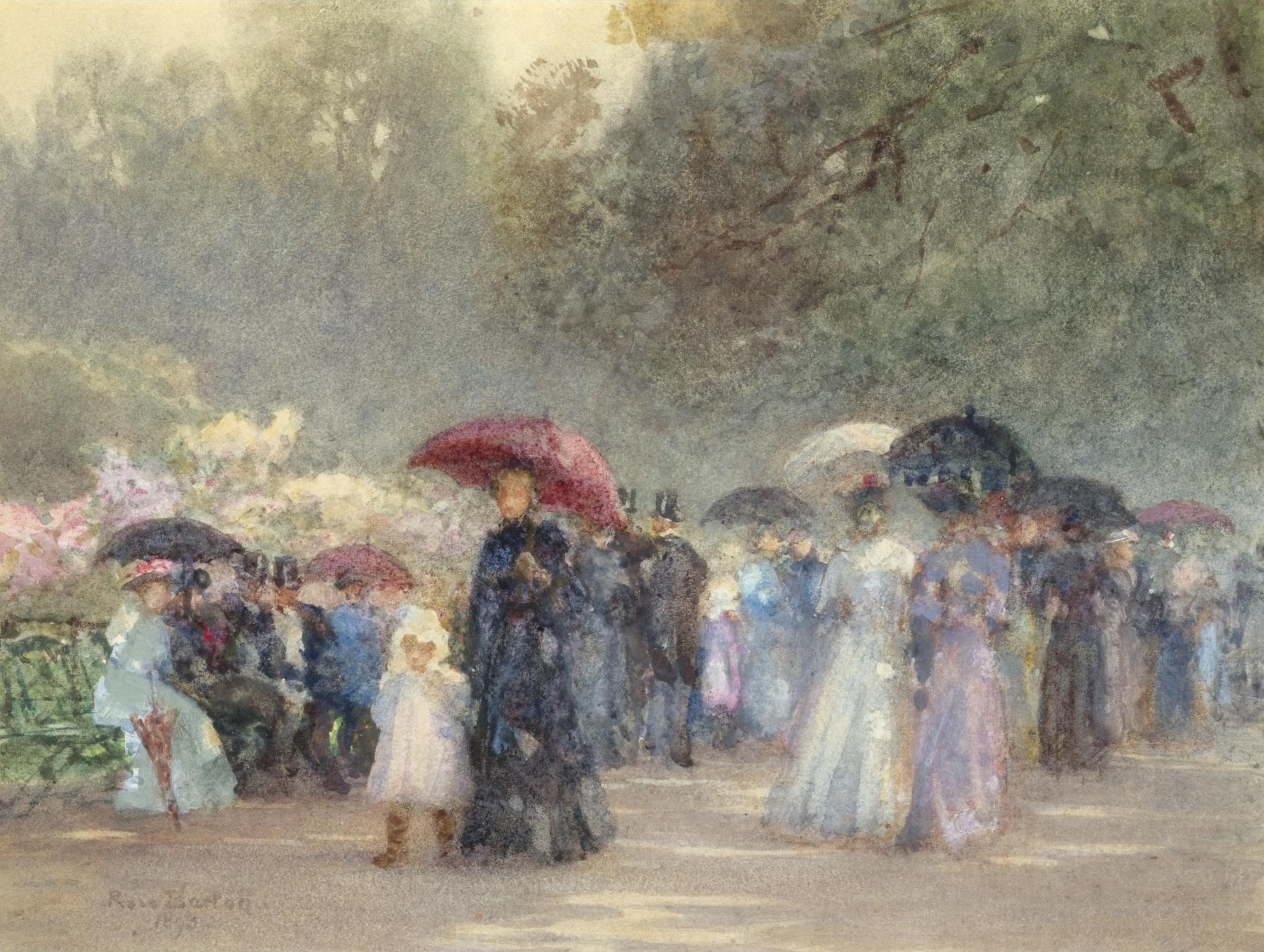
Hyde Park, May, 1893
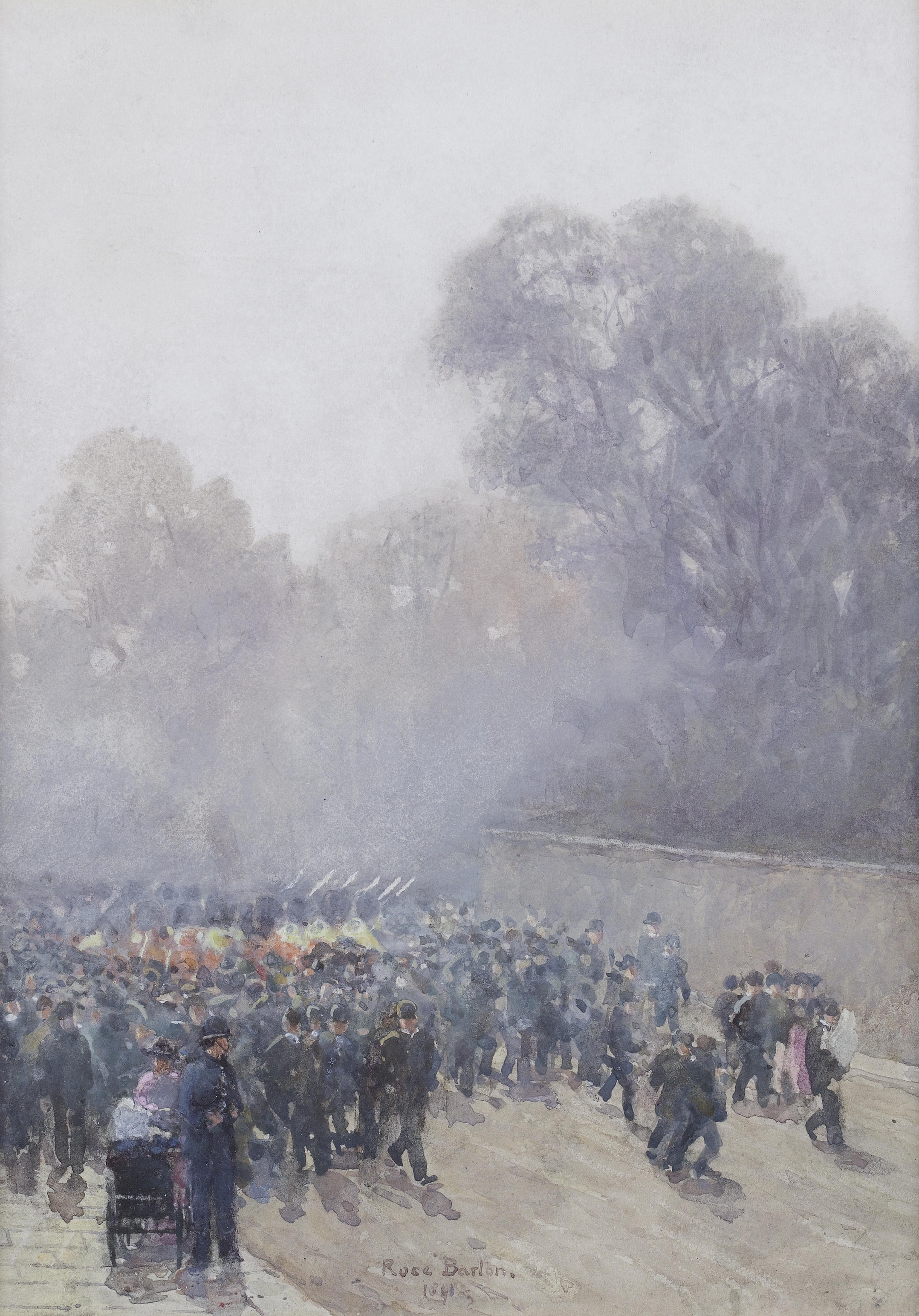
Marching band and crowd, 1891
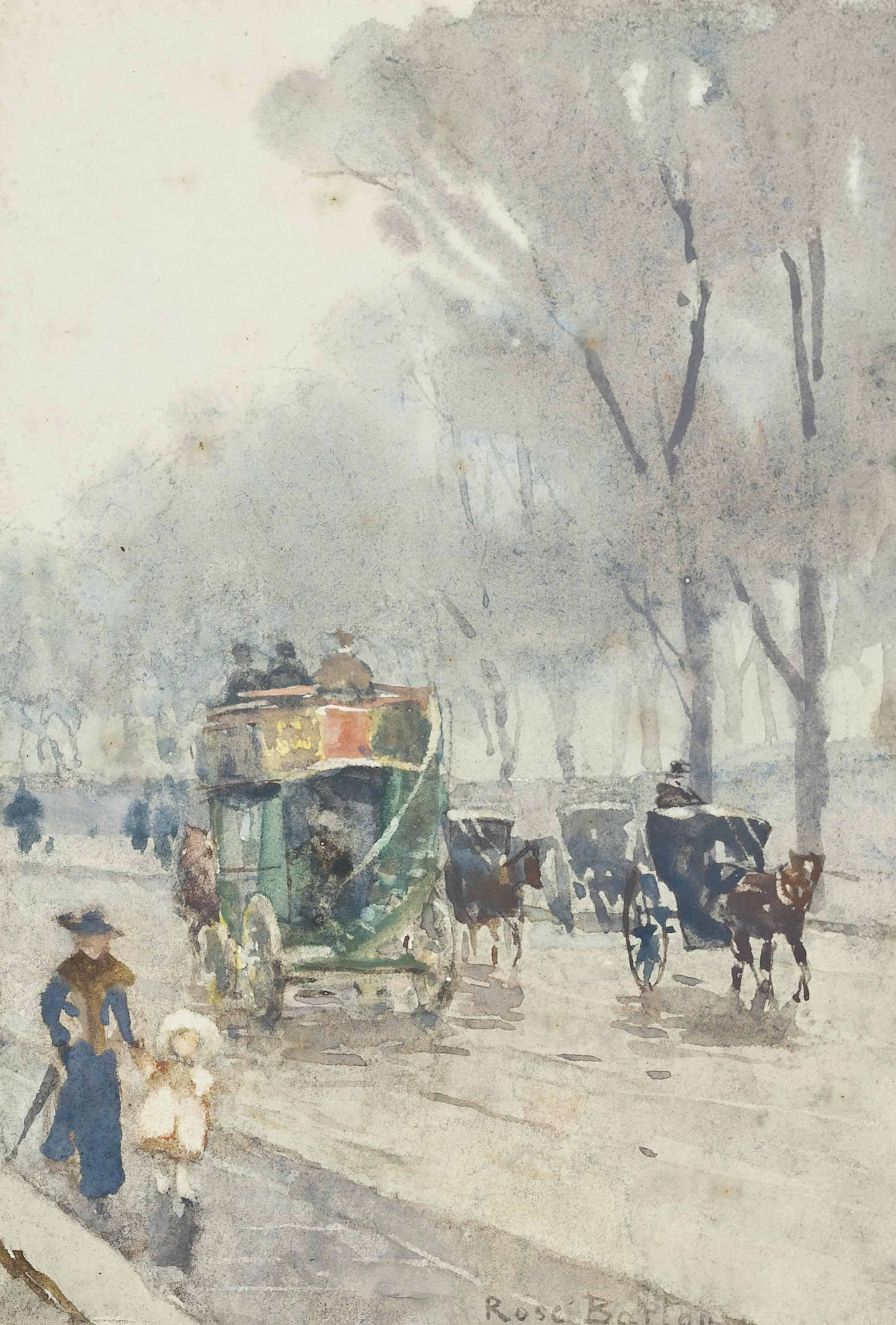
Park Lane with omnibus
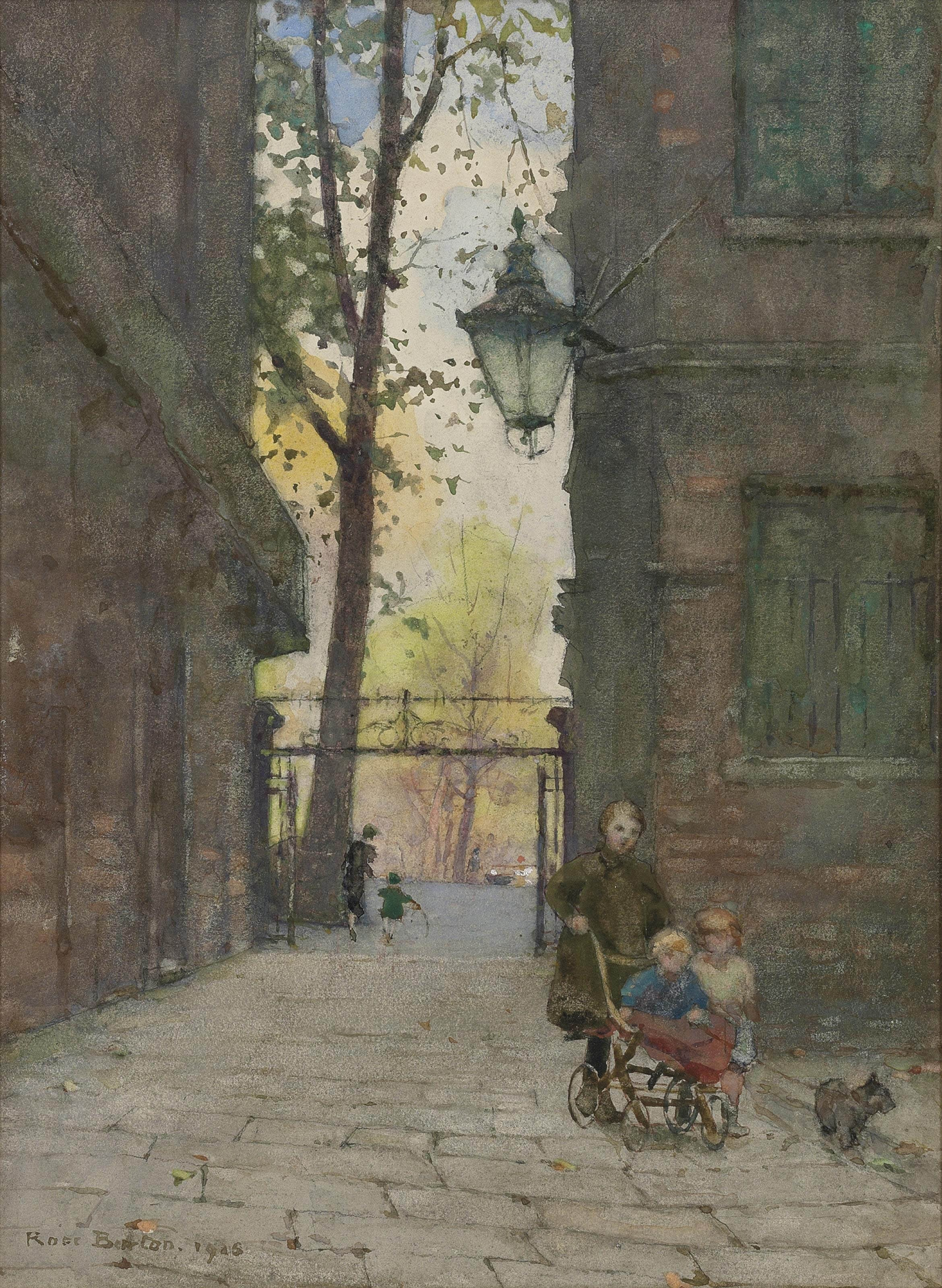
Parks Place, Knightsbridge, London, 1916
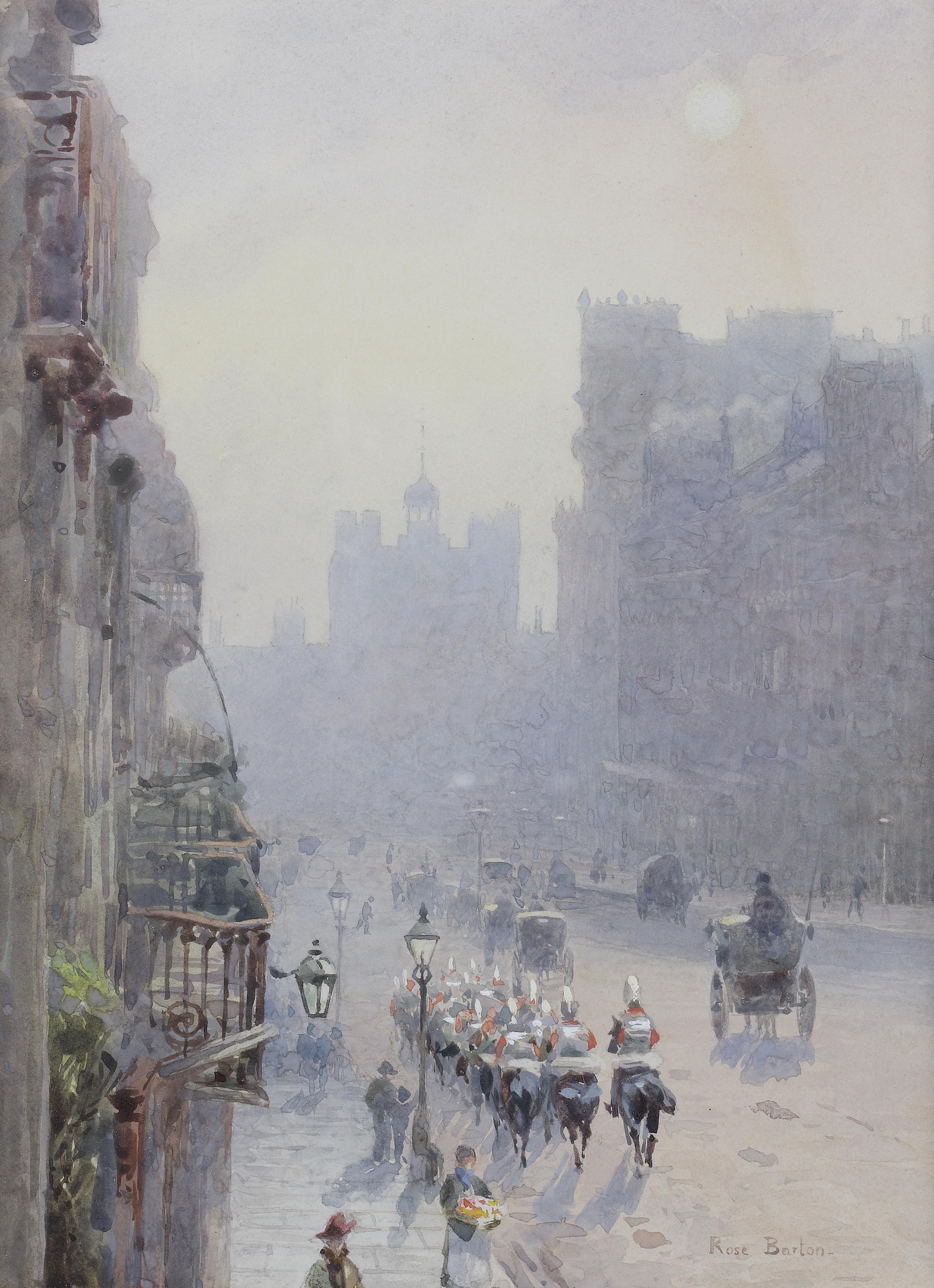
St. James's Street looking towards St. James's Palace

- Gemeinsame Normdatei: 137669453
- International Standard Name Identifier: 0000 0000 5559 3019
- Library of Congress Control Number: n90656232
- Nederlandse Thesaurus van Auteursnamen: 166142565
- RKD-Nederlands Instituut voor Kunstgeschiedenis: 4810
- Union List of Artist Names: 500004086
- Virtual International Authority File: 70553005
- WorldCat: E39PBJhXc34qXh88TYdCmrPqQq